# Thierry Ottavy
Thierry Ottavy (Ajaccio, 9 febbraio 1972) è un ex giocatore di beach soccer francese, campione del mondo con la nazionale francese nel 2005.

## Palmarès
- Campionato mondiale di beach soccer: 1

Francia: Rio de Janeiro 2005